# Phrügiosz
A Phrügiosz folyó a Hermosz jobb oldali mellékfolyója, Megnészia (ma Manisa) városánál folyik össze vele. A mai Kum és Gördes folyóknak felel meg. A mai Demirci dağı keleti felének déli oldalában ered, nem messze a Mekesztosz folyó felső szakaszától, amely a hegy túloldalán lévő völgyben folyik. A térség jelentősebb ókori települése Pelopia (Thüateira, ma Akhisar).
A folyó eredeti neve Hüllosz (ógörögül: Ὕλλος), a Phrügiosz nevet később kapta a korábban e területen lévő Phrügia után. Sztrabón idejében már így ismerték.